# Chiloglanis angolensis
Chiloglanis angolensis är en fiskart som beskrevs av Poll, 1967. Chiloglanis angolensis ingår i släktet Chiloglanis och familjen Mochokidae. IUCN kategoriserar arten globalt som otillräckligt studerad. Inga underarter finns listade i Catalogue of Life.